# Фонк, Рене Поль
Рене́ Поль Фонк (фр. René Paul Fonck; 27 марта 1894 — 18 июня 1953) — французский лётчик-истребитель Первой мировой войны, с 75 официально сбитыми самолётами противника является асом № 1 Антанты и вторым асом всей войны (после немца Манфреда фон Рихтгофена).

## Биография
Родился 27 марта 1894 года в деревне Сольси-сюр-Мёрт департамента Вогезы.
Получил инженерное образование в высшей Национальной школе искусств и ремесел.
Несмотря на то, что с детства интересовался авиацией, при призыве на военную службу в 1914 году выбрал специальность военного инженера.
Позднее Фонк передумал и поступил на лётные курсы, по окончании которых в мае 1915-го почти два года летал на самолётах-наблюдателях Caudron. За этот период он и его экипаж сбили два вражеских аэроплана.
15 апреля 1917 года Фонк получил долгожданное назначение в элитную истребительную «эскадрилью аистов» (фр. Escadrille les Cigognes). Там он уже в мае получил статус аса. К концу года он поднял свой личный счёт до 19 побед и получил звание офицера.
Фонк всегда шёл по возрастающей. За 1918 год он записал на свой счёт 56 сбитых противников, причём дважды он сбивал по шесть самолётов за день. К июлю Фонк превзошёл легендарного капитана Жоржа Гинемера, который с 54 победами оставался французским асом № 1 в течение долгого периода после своей смерти. За период военных действий пилот сбил 75 немецких аэропланов, хотя сам он утверждал, что их было 127. В любом случае это выдающееся достижение, учитывая то, что в воздушных боях он фактически участвовал только в последние два года войны.

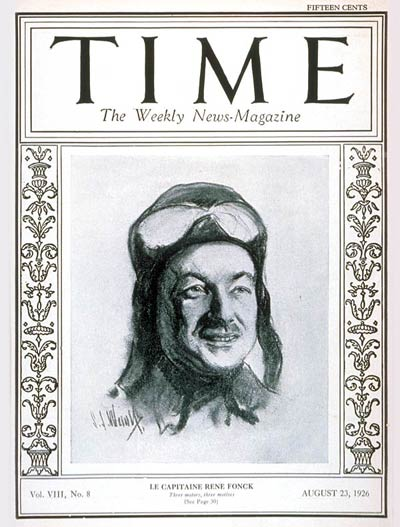
Рене Фонк на обложке журнала «Time» от 23 августа 1926 года.

После Первой мировой войны Фонк вернулся к мирной жизни и опубликовал свои военные мемуары «Мои воздушные бои» («Mes Combats») в 1920 году.
В 1920-е годы Фонк убедил Игоря Сикорского перестроить самолет Sikorsky S-35 для трансатлантической гонки на приз Ортейга. 21 сентября 1926 года Фонк потерпел аварию на взлёте, двое из трёх членов экипажа погибли.
В конце концов Фонк вернулся в военную авиацию и дослужился до инспектора французских истребительных сил (1937—1939 годы).
В годы Второй мировой войны Фонк был участником Сопротивления, состоял в тесном контакте с его признанным лидером Альфредом Орто.
В Париже Фонк был арестован гестапо и заключён в лагерь для интернированных в Дранси.
В 1948 году он был награждён Дипломом участника французского Сопротивления.
После войны Фонк жил в Париже, но часто посещал Лотарингию.
Он умер 18 июня 1953 в возрасте 59 лет и был похоронен на кладбище в своей родной деревне Сольси-сюр-Мерт.

## Звания
- Капрал (Caporal) — 16 июня 1915 года
- Сержант (Sergent) — 21 августа 1915 года
- Аджюдан (Adjudant) — 21 июня 1916 года
- Аспиран (Aspirant) — 1 марта 1917 года
- Младший лейтенант (Sous-lieutenant) — 30 ноября 1917 года
- Лейтенант (Lieutenant) — 15 мая 1918 года
- Капитан (Capitaine) — 26 июня 1919 года
- Командан (Commandant) — 25 июня 1935 года
- Подполковник (Lieutenant-colonel) — 4 июля 1938 года
- Полковник (Сolonel) — 15 марта 1940 года

## Награды
- Командор Ордена Почётного легиона
- Кавалер ордена Почётного легиона
- Военная медаль (Франция)
- Военный крест (Франция)
- Военный крест Британии

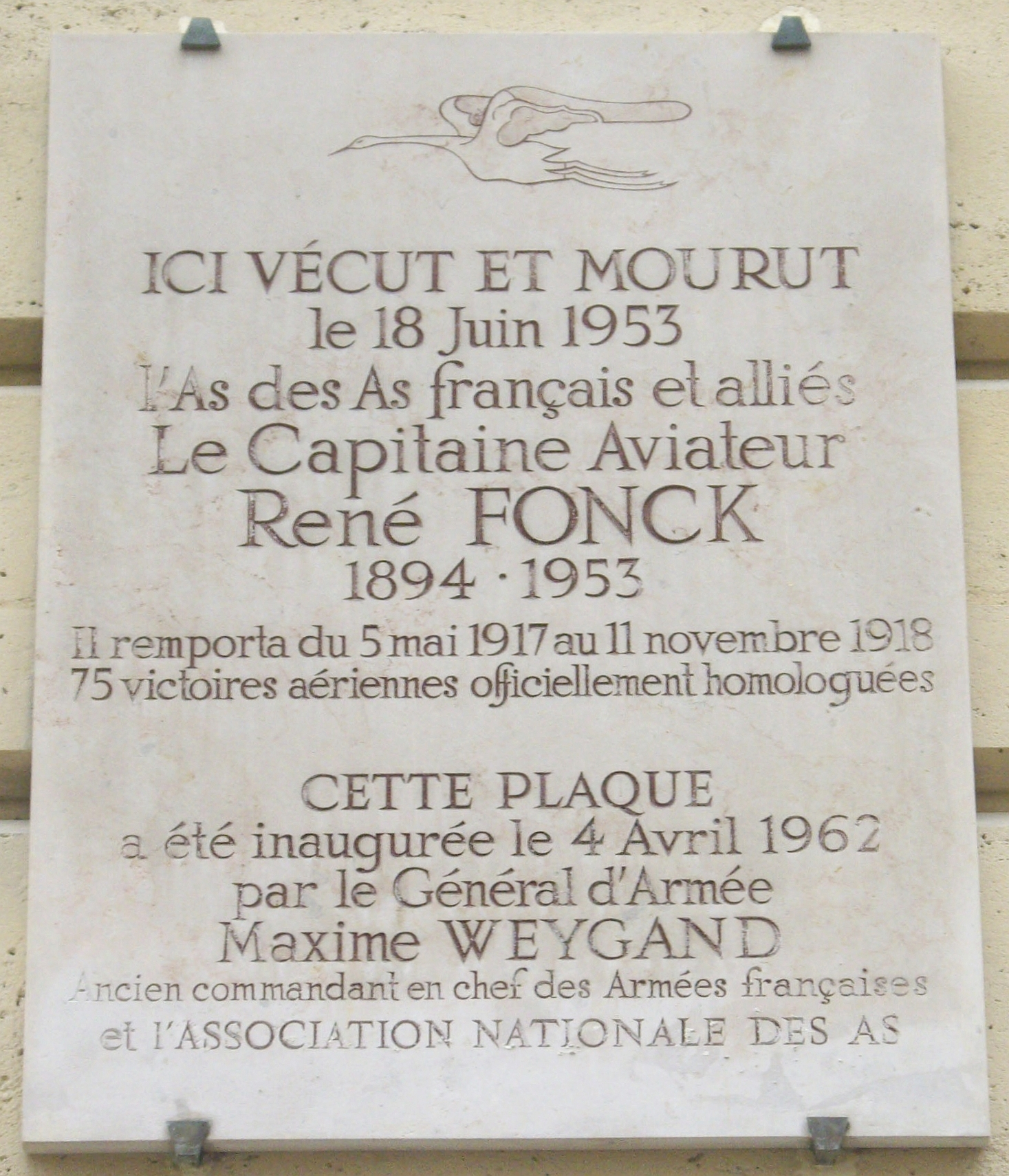
Памятная доска на доме 3 по улице Cirque в Париже, где проживал Фонк

- Отличительная Воинская медаль (Великобритания)
- Военный крест (Бельгия)
- Воинская медаль (Великобритания)

## Память
- В честь аса Первой Мировой войны муниципалитетом Парижа в 1956 году названа улица в городе — Рене-Фонк авеню.
- Аэродром города Ремоме с 21 июня 2009 года носит имя Рене-Фонк.